# 堀浩之
堀 浩之（ほり ひろゆき）は、日本の実業家。また、デジタルに特化した選挙プランナーの第一人者として知られる。株式会社センキョの代表取締役社長。

## 来歴

### 学生時代と渡米
長野県出身。高校時代からバンド活動でお金を稼いでいた。高校卒業後はバンド活動のためにニューヨークへ渡米。バンド活動以外にも、現地の有名寿司店マネージャーやレコーディングエンジニアなどを経験した。

### 帰国後の活動
帰国後はシステム開発やマーケティング支援などに従事した。2015年に株式会社ピースファクトリーを創業して、エンタープライズ企業や公益社団法人、有名寿司店などをクライアントにコンサルティング、デザイン、開発、ウェブプロモーションなどの支援を行う。
また、2017年には政治家の支持者名簿をクラウド化し、ゼンリン地図と連動させた「スマート選挙」を開発。統一地方選前半では、ユーザーの98％が当選するという結果を叩き出したと、自身の寄稿したウェブ記事にて主張している。

### 株式会社センキョの創業
2019年、「スマート選挙」の可能性を感じたことをきっかけに、株式会社センキョとして分社化。2021年には、ZOZOTOWN創業者の前澤友作が代表を務める、株式会社前澤ファンドからの資金調達を発表。その後は、「スマート選挙」に限らず政治家をクライアントとした各種受託業務や選挙プランニング業務を実施。
2022年6月には、政治活動SNSプラットフォーム「センキョマッチ」上で、回答者350万人を超える、日本の政治系で「歴史上類をみない規模」でのアンケート調査を実施した。